# Gabon na Letnich Igrzyskach Olimpijskich 2012
Gabon na Letnich Igrzyskach Olimpijskich 2012, które odbyły się w Londynie, reprezentowało 28 zawodników.
Był to dziewiąty start reprezentacji Gabonu na letnich igrzyskach olimpijskich.

## Zdobyte medale
| Medal  | Zawodnik      | Dyscyplina | Konkurencja     | Data        |
| ------ | ------------- | ---------- | --------------- | ----------- |
| Srebro | Anthony Obame | Taekwondo  | +80 kg mężczyzn | 11 sierpnia |

## Reprezentanci

### Boks
Mężczyźni
| Zawodnik               | Konkurencja             | 1/16                                   | 1/8              | Ćwierćfinał      | Półfinał         | Finał            | Finał   |
| Zawodnik               | Konkurencja             | Przeciwnik Wynik                       | Przeciwnik Wynik | Przeciwnik Wynik | Przeciwnik Wynik | Przeciwnik Wynik | Pozycja |
| ---------------------- | ----------------------- | -------------------------------------- | ---------------- | ---------------- | ---------------- | ---------------- | ------- |
| Braexir Lemboumba      | Waga kogucia (56 kg)    | William Encarnación Alcantara P 6 - 15 | NQ               | NQ               | NQ               | NQ               | NQ      |
| Yannick Mitoumba Mbemy | Waga półśrednia (69 kg) | Tuvshinbat Byamba P 4 - 17             | NQ               | NQ               | NQ               | NQ               | NQ      |

### Judo
Kobiety
| Zawodniczka   | Konkurencja | 1/16                              | 1/8                      | Ćwierćfinał      | Półfinał         | Repasaż 1        | Repasaż 2        | Finał            | Finał   |
| Zawodniczka   | Konkurencja | Przeciwnik Wynik                  | Przeciwnik Wynik         | Przeciwnik Wynik | Przeciwnik Wynik | Przeciwnik Wynik | Przeciwnik Wynik | Przeciwnik Wynik | Pozycja |
| ------------- | ----------- | --------------------------------- | ------------------------ | ---------------- | ---------------- | ---------------- | ---------------- | ---------------- | ------- |
| Audrey Koumba | -78 kg      | Odette Ntahonvukiye W 0020 - 0000 | Abigel Joó P 0000 - 0100 | NQ               | NQ               | NQ               | NQ               | NQ               | NQ      |

### Lekkoatletyka
Kobiety
| Zawodniczka          | Konkurencja   | Eliminacje | Eliminacje | Ćwierćfinał | Ćwierćfinał | Półfinał | Półfinał | Finał | Finał   |
| Zawodniczka          | Konkurencja   | Wynik      | Miejsce    | Wynik       | Miejsce     | Wynik    | Miejsce  | Wynik | Miejsce |
| -------------------- | ------------- | ---------- | ---------- | ----------- | ----------- | -------- | -------- | ----- | ------- |
| Paulette Zang-Milama | Bieg na 100 m | BYE        | BYE        | 11.14       | 17.         | 11.31    | 19.      | NQ    | NQ      |

Mężczyźni
| Zawodniczka         | Konkurencja   | Eliminacje | Eliminacje | Ćwierćfinał | Ćwierćfinał | Półfinał | Półfinał | Finał | Finał   |
| Zawodniczka         | Konkurencja   | Wynik      | Miejsce    | Wynik       | Miejsce     | Wynik    | Miejsce  | Wynik | Miejsce |
| ------------------- | ------------- | ---------- | ---------- | ----------- | ----------- | -------- | -------- | ----- | ------- |
| Wilfried Bingangoye | Bieg na 100 m | 10.89      | 14.        | NQ          | NQ          | NQ       | NQ       | NQ    | NQ      |

### Piłka nożna
Mężczyźni
- Reprezentacja mężczyzn[2].

| Nr | Imię i nazwisko             | Data urodzenia (wiek) | Klub                 | Pozycja |
| -- | --------------------------- | --------------------- | -------------------- | ------- |
| 1  | Didier Ovono (c)            | 23.01.1983 (29)       | Le Mans FC           | B       |
| 2  | Muller Dinda                | 22.09.1995 (16)       | Cercle Mbéri Sportif | N       |
| 3  | Stévy Nzambé                | 4.09.1991 (20)        | Olympique Marsylia   | O       |
| 4  | Franck Engonga              | 26.07.1993 (19)       | USM Libreville       | P       |
| 5  | Bruno Ecuele Manga          | 16.07.1988 (24)       | FC Lorient           | O       |
| 6  | Rémy Ebanega                | 17.11.1989 (22)       | US Bitam             | O       |
| 7  | Allen Nono                  | 15.08.1992 (19)       | USM Libreville       | N       |
| 8  | Alexander N’Doumbou         | 4.01.1992 (20)        | US Orléans           | P       |
| 9  | Pierre Aubameyang           | 18.06.1989 (23)       | Borussia Dortumnd    | N       |
| 10 | Lévy Madinda                | 11.06.1992 (20)       | Celta Vigo B         | P       |
| 11 | Axel Meye                   | 6.06.1995 (17)        | US Bitam             | N       |
| 12 | Tandjigora Koumba Abdoulaye | 6.04.1990 (22)        | USJA Carquefou       | P       |
| 13 | Cédric Boussoughou          | 20.07.1991 (21)       | AS Mangasport Moanda | P       |
| 14 | Andre Biyogho               | 1.01.1993 (19)        | Girondins Bordeaux   | P       |
| 15 | Henri Ndong                 | 23.08.1992 (19)       | US Bitam             | O       |
| 16 | Emmanuel Ndong              | 4.05.1992 (20)        | Sogéa FC             | O       |
| 17 | Jerry Obiang                | 10.06.1992 (20)       | Sogéa FC             | P       |
| 18 | Anthony Mfa Mezui           | 7.03.1991 (21)        | FC Metz              | B       |
| 19 | Romuald Ntsitsigui          | 8.04.1991 (21)        | AS Mangasport Moanda | N       |
| 20 | Lionel Yakouya              | 12.07.1990 (22)       | AS Pelican           | N       |
| 21 | Samson Mbingui              | 9.02.1992 (20)        | AS Mangasport Moanda | N       |
| 22 | Nick Moundounga             | 25.02.1991 (21)       | Sogéa FC             | N       |

Grupa B
| Drużyna          | M | W | R | P | G+ | G- | G= | Pkt |
| ---------------- | - | - | - | - | -- | -- | -- | --- |
| Meksyk           | 3 | 2 | 1 | 0 | 3  | 0  | +3 | 7   |
| Korea Południowa | 3 | 1 | 2 | 0 | 2  | 1  | +1 | 5   |
| Gabon            | 3 | 0 | 2 | 1 | 1  | 3  | -2 | 2   |
| Szwajcaria       | 3 | 0 | 1 | 2 | 2  | 4  | -2 | 1   |

| 26 lipca 2012 17:15 | Gabon · Aubameyang 45' | 1:1(1:1)Raport | Szwajcaria · Mehmedi 5' (k) | St James’ Park, Newcastle Sędzia: Wilmar Roldán |
|                     |                        |                |                             |                                                 |

| 29 lipca 2012 14:30 | Meksyk · Santos 63' 90+2' (k) | 2:0(0:0)Raport | Gabon | Ricoh Arena, Coventry Sędzia: Benjamin Williams |
|                     |                               |                |       |                                                 |

| 1 sierpnia 2012 17:00 | Korea Południowa | 0:0(0:0)Raport | Gabon | Stadion Wembley, Londyn Sędzia: Pavel Kralovec |
|                       |                  |                |       |                                                |

### Taekwondo
| Zawodnik      | Konkurencja | 1/8                    | Ćwierćfinał      | Półfinał         | Repasaż 1        | Repasaż 2        | Finał            | Finał   |
| Zawodnik      | Konkurencja | Przeciwnik Wynik       | Przeciwnik Wynik | Przeciwnik Wynik | Przeciwnik Wynik | Przeciwnik Wynik | Przeciwnik Wynik | Pozycja |
| ------------- | ----------- | ---------------------- | ---------------- | ---------------- | ---------------- | ---------------- | ---------------- | ------- |
| Anthony Obame | +80 kg      | Thompsen-Fautaga W 9-2 | Despaigne W 7-6  | Tanrıkulu W 3-2  | BYE              | BYE              | Molfetta P 9-9   | srebro  |